# Benoit Lecomte
Benoît Lecomte (Enghien-les-Bains, 3 giugno 1967) è un nuotatore francese che ha attraversato a nuoto diversi tratti dell'Oceano Atlantico nel 1998. Molti importanti organi di stampa inizialmente riportarono erroneamente che avesse nuotato per l'intera traversata oceanica, ma l'affermazione fu respinta e non è stata ufficialmente riconosciuta dal Guinness dei primati, poiché non vi è certezza sulla distanza effettivamente percorsa da Lecomte a nuoto, dato dal fatto che riposò e dormì su una barca mentre questa andava alla deriva e procedeva verso la destinazione finale.

## Nuotata nell'Oceano Atlantico
Dal 16 marzo al 25 settembre 1998, Lecomte intraprese una nuotata a tappe da Hyannis, Massachusetts a Quiberon, Bretagna, Francia, inclusa una sosta di una settimana alle Azzorre, un arcipelago portoghese. 
Durante i suoi 73 giorni, 3 716 miglia (5 980 km; 3 229 nmi) di viaggio, Lecomte era accompagnato da un 40 piedi (12 m) barca a vela che aveva un campo elettromagnetico per 25 piedi (7,6 m) per tenere lontani gli squali. Era accompagnato da un equipaggio di tre persone a bordo della barca a vela, dove sulla quale poteva riposare e mangiare tra una nuotata e l'altra. Lecomte trascorreva in genere otto ore di nuoto al giorno, in sessioni di due-quattro ore.
Lo scopo dichiarato di questa impresa colossale era raccogliere fondi per la ricerca sul cancro in omaggio a suo padre.
Poiché non esiste una definizione standard di "attraversare l'Atlantico a nuoto", vi è incertezza sulla distanza effettivamente percorsa da Lecomte in acqua piuttosto che a bordo di una barca con le correnti che favorivano la riduzione della distanza totale percorsa. Secondo il Rocky Mountain News, Lecomte avrebbe dovuto percorrere in media 8 miglia orarie (13 km/h; 3,6 m/s) per coprire a nuoto l'intera distanza, da 3 a 4 volte più velocemente di altri nuotatori di lunga distanza. 

### Altre affermazioni sulle nuotate nell'Oceano Atlantico
- Guy Delage – Ha nuotato dalle Isole di Capo Verde alle Barbados nel 1994
- Jennifer Figge – Ha nuotato dalle Isole di Capo Verde a Trinidad nel 2009

## La nuotata del Pacifico
Benoit Lecomte ha iniziato la sua traversata a nuoto dell'Oceano Pacifico martedì 5 giugno 2018. È partito da Chōshi, in Giappone, nella regione del Kantō, con l'obiettivo di raggiungere la California . La distanza da percorrere era di circa 5 500 miglia (8 900 km; 4 800 nmi) e sperava di arrivare a San Francisco, in California. Prevedeva che il viaggio sarebbe durato circa sei mesi. Uno dei motivi della nuotata era sensibilizzare sulla sostenibilità e sull'impatto dell'eccessivo inquinamento dei rifiuti umani negli oceani del mondo. Lecomte ha dichiarato:
"Prima di tutto sono un padre e, in quanto padre, il futuro dei miei figli mi preoccupa perché, come tutti sappiamo, il nostro stile di vita non è sostenibile. Non voglio essere passivo e trasferire ai miei figli la responsabilità che stiamo assumendo nei confronti dell'ambiente. Possiamo tutti fare la differenza una volta che ci rendiamo conto di come possiamo essere migliori custodi dell'ambiente e del nostro impatto ecologico, apportando cambiamenti quotidiani appropriati e ispirando gli altri a fare lo stesso. Questo è il primo obiettivo di questo evento: attirare l'attenzione delle persone in tutto il mondo e far capire che la soluzione è nelle nostre mani e che possiamo agire.
Il secondo obiettivo è quello di incoraggiare e collaborare con il sistema educativo di tutti i paesi affinché includano nei propri programmi di studio lezioni sulla sostenibilità e sulla nostra impronta ecologica, perché, come tutti sappiamo, la sostenibilità inizia con l'istruzione." 
Lecomte era accompagnato da un equipaggio e ha eseguito una "nuotata a tappe" (riprendendo la nuotata nel punto esatto in cui aveva lasciato l'acqua) utilizzando un dispositivo di localizzazione GPS, che gli ha permesso di tracciare con precisione il numero di miglia percorse, consentendogli così di stabilire un nuovo record mondiale nel nuoto in acque libere. Lecomte prevedeva una media di circa 40 miglia (64 km) al giorno, nuotando per otto ore con l'aiuto della corrente.
Dopo circa 1 523 miglia (2 451 km; 1 323 nmi) di nuoto, la vela principale della barca di assistenza di Lecomte era stata ripetutamente strappata dai forti venti dell'Oceano Pacifico. La squadra riparò gli strappi più e più volte, rompendo nove aghi delle dimensioni di una matita durante il viaggio, ma alla fine Lecomte decise di annullare l'impresa per garantire la sicurezza del suo equipaggio. 